# De danske Sydhavsøer
De danske Sydhavsøer er en dansk turistfilm fra 1944 med instruktion og manuskript af Bjarne Henning-Jensen.

## Handling
Storstrømsbroen har gjort Lolland og Falster landfast med Sjælland. Øernes landskabelige skønhed skildres.